# علي الشرقاوي
علي أحمد جاسم الشرقاوي (1948م) شاعر وكاتب مسرحي بحريني وفني مختبر وبيطري، ولد في مدينة المنامة ونشأ بها، حصل على دبلوم معهد مختبر بشري، عام 1971. ثم انتظم في دورة تدريبية في بريطانيا في 1981. هو عضو أسرة الأدباء والكتاب البحرينية وعضو مسرح أوال. له دواوين ومسرحيات شعرية عديدة بالفصحى والعامية.

## سيرته
ولد علي بن أحمد بن جاسم الشرقاوي سنة 1948 في المنامة. حصل على الثانوية العامة في عام 1967 ودبلوم معهد المختبر البشري في عام 1971 من العراق وحضر دورة تدريبية في بريطانيا عام 1981.
انضم في مطلع السبعينات إلى عضوية أسرة الأدباء والكتاب في البحرين وشارك في نشاطاتها الأدبية والإدارية، وترأس هيئتها الإدارية لعدة دورات ابتداءً من 1980. هو عضو في مسرح أوال وشارك في كثير من المهرجانات الشعرية كالمربد وجرش والجنادرية ومهرجان القاهرة للكتاب، كما شارك في كثير من مؤتمرات التحاد العام للأدباء العرب. 

## شعره
قال كامل سلمان الجبوري عنه «في شعره ملاح صوفية وتجارب مهمة، مثل الوطن والسجن والبحر والاعتقال وهو غزير المادة، متفرع العطاء.» 

بدأ في نشر إنتاجه الشعري عام 1968. نشرت قصائده في أغلب الصحف والمجلات المحلية والعربية. ترجمت قصائده إلى الإنجليزية والألمانية والبلغارية والروسية والكردية والفرنسية. ترجم الكثير من القصائد الإنجليزية والكندية والهندية إضافة إلى مسرحيات عديدة للأطفال والكبار.

## حياته الشخصية
زوجته هي فتحية عجلان ولهما من الأبناء في وفيض وفوز.تعرض لوعكة صحية ألمت به في أبريل 2016 ورقد في المستشفى لعلاج انسداد شرايين القلب.

## أعماله المسرحية
لعلي الشرقاوي عدد من مسرحيات الأطفال منها: الفخ، وبطوط، والأرانب الطيبة.

## مؤلفاته
من دواوينه بالفصحى:
- الرعد في مواسم القحط البحرين، 1974
- نخلة القلب، 1980
- هي الهجس والاحتمال، 1983
- رؤيا الفتوح البحرين، 1983
- تقاسيم ضاحي بن وليد الجديدة البحرين، 1982
- المزمور 23 (لرحيق المغنّين شين)، 1983
- للعناصر شهادتها أيضا أو المذبحة البحرين، 1986
- مشاغل النورس الصغير البحرين، 1987
- ذاكرة المواقد البحرين، 1988
- مخطوطات غيث بن اليراعة البحرين، 1990
- واعربـاه البحرين، 1991
- مائدة القرمز البحرين، 1994
- الوعله بيروت، 1998
- كتاب الشين البحرين، 1998
- من اوراق ابن الحوبة بيروت، 2001

من دواوينه بالهجة البحرينية:
- أفا يا فــلان، بالاشتراك مع الشاعرة فتحية عجلان، 1983
- أصداف البحرين، 1994
- بر وبحر، مواويل، 1997
- لولو ومحار، الجزء الأول، 1998
- سواحل صيف، 2000
- برايح عشق ، 2001
- حوار شمس الروح، 2001
- لولو ومحار، 2001
- البحر لا يعتذر للسفن، 2011

من أعماله المسرحية:
- مفتاح الخير، للأطفال 1984
- الفــخ، للاطفال، 1989
- الأرانب الطيبة، للاطفال، 1990
- بطوط، 1990
- الســمؤال، 1991
- ثلاثية عذاري، 1994
- خور المدعي، مسرحية شعرية عامية، 1995
- البرهامة، 2000
- تراجيديا المحرق، 2012

من مجموعاته الشعرية للأطفال:
- أغاني العصافير البحرين، 1983
- شجرة الأطفال، 1983
- قصائد الربيع،1989
- الأرجوحة،1994
- الاصابع،1991
- اغاني الحكمة،1996
- العائلة،2000
- اوبريت يد الغضب،2000
- الأمنيات،2002
- تتر مسلسل «لعنة امراة» غناء المطربة اللبنانية الشهيرة «ديانا حداد» 2008